# (7663) 1994 RX1
(7663) 1994 RX1 là một tiểu hành tinh vành đai chính. Nó được phát hiện bởi Eleanor F. Helin ở Đài thiên văn Palomar ở Quận San Diego, California, ngày 2 tháng 9 năm 1994.